# Palotina
Palotina est une municipalité brésilienne située à l'ouest de l'État du Paraná, à 60 kilomètres de la frontière entre le Brésil et le Paraguay.